# Enver Gjokaj
Enver Leif Gjokaj (Orange County, 12 febbraio 1980) è un attore statunitense di origini albanesi.

## Biografia
Nato nella contea di Orange, California, da padre albanese e madre statunitense, ha un fratello maggiore, Bekim, due sorelle, e un fratello gemello di nome Demir.
Ha frequentato la Amador High School, a Sutter Creek, California, dove ha preso parte alle sue prime rappresentazioni teatrali.
Si è laureato all'Università di New York in “Master of Fine Arts”, nel programma Graduate Acting Program della Tish School of the Arts. Nel 2002 si è laureato in lingua inglese all'Università di Berkley.

## Carriera
Nel 2006 ha preso parte al film per la TV Filthy Gorgeous e alla serie The Book of Daniel; successivamente ha preso parte a The Express: The Ernie Davis Story insieme a Dennis Quaid, Taking Chance - Il ritorno di un eroe (2010) con Kevin Bacon, e Eagle Eye (2008) insieme a Shia LaBeouf. 
Dal 2009 al 2010 ha partecipato alla serie Dollhouse, nel ruolo di Victor; il nome reale del personaggio è Anthony Ceccoli, un “attivo” (o “doll”) della Dollhouse. È apparso inoltre in qualità di guest star in Law & Order: Criminal Intent, Community, The Unit e Rizzoli & Isles. 
Nel 2015, insieme a Max Osinski ed Alessandro Ongaro, ha scritto e diretto la miniserie Hollywood Hitmen, composta da 6 puntate da circa 5 minuti ciascuna. Nel 2019 è apparso nella serie Emergence, nel ruolo dell'agente dell'FBI Ryan Brooks.
Nel 2012 ha recitato nel film The Avengers, nel ruolo di un poliziotto di New York, poi nel ruolo dell'agente dell’SSR, Daniel Sousa, nelle due stagioni di Agent Carter (2015-2016). Nel 2020 ha reinterpretato Daniel Sousa nella stagione finale di Agents of S.H.I.E.L.D. (2020). 
Dal 2021 partecipa al nuovo spinoff di NCIS, NCIS: Hawai'i, nei panni del capitano Joe Milius.

## Filmografia

### Cinema
- Spinning Into Butter, regia di Mark Brokaw (2008)
- The Express, regia di Gary Fleder (2008)
- Eagle Eye, regia di D.J. Caruso (2008)
- Tale of the Tribe, regia di Jonathan Whittle-Utter (2009)
- Stone, regia di John Curran (2010)
- Would You Rather, regia di David Guy Levy (2012)
- The Avengers, regia di Joss Whedon (2012)
- Lezioni d'amore (Lust for Love), regia di Anton King (2014)
- Io ti troverò (Come and Find Me), regia di Zack Whedon (2016)

### Televisione
- The Book of Daniel – serie TV, episodi 1x07-1x08 (2006)
- 11 settembre - Tragedia annunciata (The Path to 9/11) – miniserie TV, 2 puntate (2006)
- Filthy Gorgeous, regia di Robert Allan Ackerman – film TV (2006)
- The Unit – serie TV, episodio 3x09 (2007)
- Law & Order: Criminal Intent – serie TV, episodio 7x18 (2008)
- Dollhouse – serie TV, 25 episodi (2009-2010)
- Taking Chance - Il ritorno di un eroe (Taking Chance), regia di Ross Katz – film TV (2010)
- Lie to Me – serie TV, episodio 2x14 (2010)
- Chase – serie TV, episodio 1x06 (2010)
- Undercovers – serie TV, episodio 1x10 (2010)
- Community – serie TV, episodio 2x18 (2011)
- Person of Interest – serie TV, episodio 1x07 (2011)
- Hawaii Five-0 – serie TV, episodio 2x21 (2012)
- Drop Dead Diva – serie TV, episodio 4x10 (2012)
- Dexter – serie TV, episodi 7x01-7x08 (2012)
- Made in Jersey – serie TV, 4 episodi (2012)
- Murder in Manhattan, regia di Cherie Nowlan – film TV (2013)
- Law & Order - Unità vittime speciali (Law & Order: Special Victims Unit) – serie TV, episodio 14x11 (2013)
- Vegas – serie TV, 5 episodi (2013)
- Le streghe dell'East End (Witches of East End) – serie TV, 4 episodi (2013)
- The Walking Dead – serie TV, episodio 4x07 (2013)
- Rizzoli & Isles – serie TV, 4 episodi (2014-2015)
- Extant – serie TV, 6 episodi (2014)
- Hollywood Hitmen – miniserie TV, 6 puntate (2015)
- Agent Carter – serie TV, 18 episodi (2015-2016)
- Major Crimes – serie TV, episodi 6x11-6x12 (2017-2018)
- Kevin (Probably) Saves the World – serie TV, episodio 1x12 (2018)
- Emergence – serie TV, 6 episodi (2019-2020)
- The Rookie – serie TV, 5 episodi (2019-2021)
- Agents of S.H.I.E.L.D. – serie TV, 10 episodi (2020)
- NCIS: Hawai'i – serie TV, 6 episodi (2021-2022)
- Resident Alien – serie TV (2022-in corso)
- Invasion – serie TV, 10 episodi (2023)

## Teatro
- Natale in casa Cupiello, di Eduardo de Filippo, traduzione di Maria Tucci, regia di Dylan Baker (2000)
- A New Brain, di James Lapine e William Finn, regia di Yuval Sharon (2001)
- Come vi piace, di William Shakespeare, regia di Mark Lamos (2005)
- Split Wide Open, di Christina Gorman, regia di Lisa Rothe (2005)
- Il giardino dei ciliegi, di Anton Čechov, regia di Nicholas Martin (2007)
- Arms and The Man, di George Bernard Shaw, regia di Jessica Stone (2015)
- Future Thinking, di Eliza Clark, regia di Lila Neugebauer (2016)
- Fire in Dreamland, di Rinne Groff, regia di Marissa Wolf (2018)

## Doppiatori italiani
Nelle versioni in italiano delle opere in cui ha recitato, Enver Gjokaj è stato doppiato da:
- Alessio Cigliano in Agent Carter, Agents of S.H.I.E.L.D., NCIS: Hawai'i
- Gabriele Lopez in The Walking Dead, Io ti troverò
- Corrado Conforti in Dollhouse
- Fabrizio Odetto in Law & Order: Criminal Intent
- Gabriele Sabatini in Taking Chance - Il ritorno di un eroe
- Emiliano Coltorti in Person of Interest
- Francesco Bulckaen in Law & Order - Unità vittime speciali
- Federico Di Pofi in Rizzoli & Isles
- Marco Baroni in Dexter
- Stefano Sperduti in Extant
- Andrea Lavagnino in Major Crimes
- Davide Albano in 3022
- Oliviero Cappellini in The Rookie
- Marco Vivio in Resident Alien